# Аксель Вернер
Аксель Вернер (ісп. Axel Werner; нар. 28 лютого 1996, Рафаела) — аргентинський футболіст, воротар клубу «Бока Хуніорс».
Виступав, зокрема, за клуби «Атлетіко Рафаела» та «Атлетіко», а також олімпійську збірну Аргентини.

## Клубна кар'єра
У дорослому футболі дебютував 2012 року виступами за команду клубу «Атлетіко Рафаела», в якій провів чотири сезони, взявши участь в 11 матчах чемпіонату.
Своєю грою за цю команду привернув увагу представників тренерського штабу клубу «Атлетіко», до складу якого приєднався 2016 року. Не пробившись до основного складу команди був відданий в оренду до клубу «Бока Хуніорс». Відтоді встиг відіграти за команду з Буенос-Айреса 2 матчі в національному чемпіонаті.

## Виступи за збірну
2016 року захищав кольори олімпійської збірної Аргентини. У складі збірної — учасник футбольного турніру на Олімпійських іграх 2016 року у Ріо-де-Жанейро.

## Титули і досягнення
- Чемпіон Південної Америки (U-17): 2013